# Cristaria molinae
Cristaria molinae är en malvaväxtart som beskrevs av C. Gay. Cristaria molinae ingår i släktet Cristaria och familjen malvaväxter. Inga underarter finns listade i Catalogue of Life.